# Koch Valéria
Koch Valéria (névváltozat: Valeria Koch, Szederkény, 1949. április 22. ‒ Budapest, 1998. február 28.) költő, író, műfordító, újságíró.

## Élete
Német anyanyelvű családban nőtt fel szülőfalujában, ahol az elemi iskolát 1955‒1963 között végezte, majd középiskolai tanulmányait 1963‒1967 között a pécsi Leőwey Klára Gimnázium német nemzetiségi tagozatán. 1964-től magyartanára volt Tüskés Tiborné Szemes Anna, aki felfigyelt tehetséges tanítványára, támogatta őt, és haláláig levelezett vele. 1967‒1972 között német‒magyar szakos tanári diplomát szerzett a Szegedi Tudományegyetemen. 1969‒1972 között szerkesztette a szegedi Móra Kollégium Magunk című lapját, amely több versét és műfordítását közölte. 1972‒73-ban a pécsi Leőwey Klára Gimnáziumban tanított német nyelvet és irodalmat, majd újságírást és filozófiát tanult Budapesten. 1973‒1981 között a Neue Zeitung, majd a Hungarian Trade Journal munkatársaként dolgozott. 1989-ben filozófiai doktori címet szerzett Martin Heidegger és a létmegértés útjai című értekezésével. 1992-től haláláig a Verband Ungarndeutscher Autoren und Künstler (VUdAK, Magyarországi Német Írók és Művészek Szövetsége) elnöke, mellette szabadfoglalkozású író, költő, újságíró, fordító. Az 1980-as évek közepétől fordítást és német műelemzést tanított az Eötvös Lóránd Tudományegyetemen. Sírja a szederkényi temetőben található.

## Családja
Szülei: Metzing Regina (1927‒2010) és Koch Leó (1923‒1981) agronómus. Apja ún. Dorfgeschichtéket, a falu életéthez kapcsolódó történeteket írt és publikált német nyelven. Testvére: Koch Gabriella.

## Munkássága
Magyar és német nyelven írt verset, esszét, elbeszélést és gyerekverset; németből és németre fordításokat készített. Versei és prózai írásai megjelentek ‒ többek között ‒ a Tiefe Wurzeln (1974), a Bekenntnisse ‒ Erkenntnisse (1979), a Jahresringe (1984), az Útban a csönd felé (1988), a Das Zweiglein (1989) és a Bekenntnisse eines Birkenbaumes (1990) című antológiákban, továbbá a Dunántúli Napló, a Magyar Nemzet, a Magyar Hírlap, az Új Írás, a Vigilia, az Új Ember, a Barátság és a Neue Zeitung hasábjain. Életében két kétnyelvű (Zuversicht – Bizalom, 1982; Sub Rosa, 1989), egy német nyelvű (Wandlung, 1993), két magyar nyelvű (Az időfa, 1996; Kiolvashatatlan, 1997) önálló verseskötete, valamint egy magyar nyelvű meseregénye (A herceg és a rózsa, 1994) jelent meg. Első kötetét magánlevélben méltatta Keresztúry Dezső, Fodor András, Tüskés Tibor és több költőtársa. Posztumusz adták közre német nyelvű verseinek és kisebb prózai írásainak saját maga által összeállított, válogatott gyűjteményét (Stiefkind der Sprache, 1999). Befejezetlenül maradt egy német nyelvű önéletrajzi és egy magyar nyelvű szatirikus regénye.
Korai halála miatt torzóban maradt életműve a tudatosan vállalt irodalmi kétnyelvűség egyedülálló kísérlete a 20. század utolsó harmadának késő modern magyarországi irodalmában. Alapja a magyar és a német nyelv párhuzamos használata, a kettős etnikai‒kulturális identitás megőrzése és kifejezése. A két nyelv viszonya munkásságában mellérendelő jellegű, az önfordítás gyakorlatát kerülte. Néhány német nyelvű versét Kalász Márton fordította magyarra. Német nyelvű írásai túlmutatnak a kisebbségi vagy a nemzetiségi irodalom fogalmain; ezekkel az országhatáron túl is ismertté és elismertté vált. Németországban, Ausztriában és Svájcban számos felolvasó esten és nemzetközi költőtalálkozón vett részt. Verseit mindkét nyelven a változatos, briliáns nyelvi-képi kifejezés, humor és szarkazmus jellemzi. Magyar nyelvű munkásságának korabeli fogadtatása ennél szerényebb, az életmű jelentőségéhez képest hiányos. A mértékadó irodalmi folyóiratokban kevés közlési lehetőséghez jutott.
Költészetét és prózai írásait szűkszavúságra törekvő, ugyanakkor gazdag jelentésrétegeket hordozó, kidolgozott eszköztár, egzisztencialista színezetű, filozofikus-spirituális világszemlélet és morális elkötelezettség jellemzi. További sajátosságok a tematikus gazdagság, a tulajdonnevek tág asszociációs mezőket megnyitó, változatos identifikációs stratégiákat kínáló, kreatív használata, a kivételes intellektuális igény és a kisebbségi lét korlátozott lehetőségei közti feszültség. Ehhez kapcsolódnak az idegenség, a magány, a hiány, az otthontalanság, a fenyegetettség és a pusztulás alapélményei, a család, a szeretet és a barátság utáni vágy motívumai, a nyelvvel kapcsolatos reflexiók, valamint az élet alapkérdéseire adott válaszkísérletek. Elmélyülten foglalkozott a 20. századi magyar és német költészeti, bölcseleti hagyományokkal. Figyelemmel kísérte és egyetemi óráin tárgyalta a kortárs német irodalmat, tanítványait biztatta kortárs szerzők fordítására.
Irodalmi hagyatékát a Magyarországi Németek Kulturális és Információs Központja és Könyvtára őrzi. 2005 óta nevét viseli a pécsi Koch Valéria Gimnázium, Általános Iskola, Óvoda és Kollégium és 1999 óta a pécsi Leőwey Klára Gimnázium német nemzetiségi könyvtára. Róla nevezték el a Valeria-Koch-Preist, a Magyarországi Németek Országos Önkormányzata Ifjúsági Díját.

## Főbb művei
- Zuversicht ‒ Bizalom (Budapest: Lehrbuchverlag/Tankönyvkiadó, 1982)
- Sub rosa. Gedichte/Versek (Pécs, 1989)
- Wandlung. Gedichte (Budapest: VUdAK, 1993)
- A herceg és a rózsa. Meseregény (Budapest, 1994)
- Az időfa. Gyerekversek 1967‒1996 (Budapest, 1996)
- Kiolvashatatlan. Válogatott és új versek / 1997 (Budapest: Orpheusz Kiadó, 1997)
- Stiefkind der Sprache. Ausgewählte Werke, Budapest: Verband Ungarndeutscher Autoren und Künstler, 1999; 2. kiadás: Veröffentlichungen des Verbandes Ungarndeutscher Autoren und Künstler, Reihe Literatur, Bd. 12, (Budapest: VUdAK, 2008)

## Díjai, kitüntetései
- 1993 Ungarndeutscher Kulturpreis, Backnang, Németország
- 1993 Jean-Monnet költői díj, Genova, Olaszország
- 1994 Jean-Monnet költői és prózaírói különdíj, Genova, Olaszország
- 1994 Kisebbségi Hivatal nívódíja, Budapest
- 1996 IBBY-díj (International Board for Books for Young People)
- 1997 Förderpreis des Donauschwäbischen Kulturpreises des Landes Baden-Württemberg, Sindelfingen, Németország
- 1997 Szederkény Község Önkormányzatának díszoklevele a település fennállásának 725. évfordulóján

## További szakirodalom
- Drescher J. Attila, „Magyar‒német időfa. Koch Valéria költészetéről”, Napút 1, 3. sz. (1999. április): 1.
- Tornai József, „A nádszáltól Johannáig (Koch Valéria: A kiolvashatatlan)”, in: Uő., Villámsújtotta kor. XX. századi próza és vers. Kisesszék, (Budapest: Gondolat, 2005), 94‒96.
- Rita Pável, Entwicklungsgeschichtliche Erwägungen zur ungarndeutschen Literatur ‒ mit besonderer Rücksicht auf die zweite Hälfte des 20. Jahrhunderts, Dissz., ELTE BTK, Budapest, 2006.
- Heilmann József, „Egy kétnyelvű költőnő dilemmái”, in: Uő., Sorsképek az irodalom tükrében. Tanulmányok, műelemzések a nemzetiségi-kisebbségi sorsról, (Szekszárd: Garay János Gimnázium Centenáriumi Alapítványa, 2006), 87‒114.
- Eszter Propszt, Zur interdiskursiven Konstruktion ungarndeutscher Identität in der ungarndeutschen Gegenwartsliteratur, (Würzburg: Königshausen & Neumann, 2007).
- Helmut Herman Bechtel, A kitaszítottság artikulációja egy nyelvek közötti térben. Valeria Koch A nyelv mostohagyermeke című versének értelmezési tartományai, Pad: Irodalmi és művészeti folyóirat 2010/1, 13‒25.
- Varga Zoltán, „In memoriam / Valeria Koch, / die es hätte geben können.” Egy kétnyelvű költőnő életművének feldolgozása halálának 15. évfordulója alkalmából, Acta Szegediensia Collegii de Rolando Eötvös Nominati: Eötvözet 2013/2, 6‒20.
- Zoltán Szendi, Intertextuelle Mehrschichtigkeit in der Lyrik Valeria Kochs, Werkstatt: Arbeitspapiere zur Germanistischen Sprach- und Literaturwissenschaft 11, Klsz. (2016), 75-87.
- Helmut Herman Bechtel, Die Repräsentationen des Fremden in der ungarndeutschen Gegenwartsliteratur, PhD-Diss. Universität Fünfkirchen Philosophische Fakultät, Pécs, 2017, 97‒98.
- Maria Erb ‒ Maria Wolfart, “Die Wörter sind gut, dem Menschen angemessen”. Leben und Werk von Valeria Koch, (Kiállítás és emlékest a budapesti Magyarországi Németek Házában, 2018)[1]
- Zoltán Szendi, Zum Ich- und Weltverständnis in der Lyrik Valeria Kochs, in: Vesna, Kondrič Horvat; Dejan, Kos; Andrea, Leskovec; Špela, Virant (szerk.), Literarische Freiräume: Festschrift für Neva Šlibar, Ljubljana: Znanstvena založba Filozofske fakultete Univerze v Ljubljani, 2019, 93‒105.
- Tüskés Gábor (s. a. r., bev., jegyz.), „ha nem találkozunk, talán sosem lesz belőlem magyar költő”. Válogatás Koch Valéria, Tüskés Tibor és Tüskés Tiborné levelezéséből (1966-1997), Napút Online 2021
- Tüskés Gábor (s. a. r., bev., jegyz.), „ha nem találkozunk, talán sosem lesz belőlem magyar költő”. Koch Valéria, Tüskés Tibor és Tüskés Tiborné levelezéséből (1966‒1997), in: Tüskés Anna – Tüskés Gábor (vál., s. a. r., szerk.), „Drága Tanárnő!” Irodalom- és művelődéstörténeti források Tüskés Tiborné hagyatékából (1949‒1997). Emlékezések (2019, 2021), Budapest: Reciti Kiadó, 2021, 248-349.[2]

1. ↑  monika: Méltó megemlékezés egy felejthetetlen költőnőről (hu-HU nyelven). Zentrum.hu, 2018. március 5. (Hozzáférés: 2023. július 26.)
2. ↑  „Drága Tanárnő!” (magyar nyelven). ‧ r e c i t i ‧, 2021. december 15. (Hozzáférés: 2023. július 26.)